# Référendums constitutionnels irlandais de 2024
Deux référendums constitutionnels ont lieu simultanément le 8 mars 2024 afin de permettre à la population de l'Irlande de se prononcer sur deux amendements de la Constitution.
Le trente-neuvième amendement vise à reformuler le terme de famille afin qu'il désigne aussi bien les couples mariés que ceux réunis sous d'autres formes de lien durable, et à retirer la mention que la famille est fondée sur l'institution du mariage.
Le quarantième amendement vise à remplacer un article mentionnant l'importance pour la société de la « vie au foyer » des femmes et la volonté d’éviter aux mères l'obligation de travailler pour qu'elles ne « négligent pas les devoirs de leur foyer ». L'amendement y substitue un nouveau texte concernant l'importance et la protection des liens de l'ensemble des membres de la famille entre eux.
Bien qu'une modification de ces articles jugés « archaïques » fasse consensus, le caractère vague des formulations proposées par les amendements et leurs implications sur le soutien apporté par l’État aux personnes âgées conduit à une campagne électorale marquée par l'indécision d'une grande partie des électeurs. Les deux amendements sont finalement rejetés tous les deux à de très larges majorités. Le quarantième amendement devient ainsi l'amendement le plus rejeté de l'histoire du pays, et le trente-neuvième amendement le troisième, derrière celui de 2015 sur l'abaissement de l'âge d'éligibilité du président.

## Contexte

### Contenu de la Constitution
Lors de son adoption par référendum en 1937, la Constitution irlandaise comporte dans son article 41-1 une formulation à l'époque destinée à protéger les couples mariés, mais qui est par la suite devenue dépassée avec l'évolution de la société irlandaise, où le concubinage, les différentes formes d'unions civiles ainsi que la monoparentalité sont devenus courants. La définition du mariage en tant qu'institution sur laquelle est basée la famille ne correspond ainsi plus au fonctionnement de la société irlandaise, au point de devenir au contraire controversée car réservant la protection constitutionnelle des couples aux seuls couples mariés,.
Les articles 41-1-1 et 41-3-1 disposent ainsi que :

« L'État reconnaît la famille comme le groupe naturel, primaire et fondamental de la Société, et comme une institution morale possédant des droits inaliénables et imprescriptibles, antérieurs et supérieurs au droit positif. »

« L'État s'engage à prêter une attention spéciale à l'institution du mariage sur laquelle la famille est fondée et à la protéger contre toutes les attaques. »

De la même manière, l'article 41-2 de la Constitution contient deux passages à l'époque destinés à protéger les femmes, mais qui deviennent par la suite l'objet d'une controverse car jugés « patriarcaux », « archaïques » et « sexistes » dans le contexte de l'avancée des droits des femmes au XXe siècle. La mention du rôle pour la société de la « vie au foyer » des femmes est vivement remise en cause du fait des avancées portées par les mouvements féministes, qui aboutissent à une plus grande importance accordée au travail des femmes dans la société irlandaise,,,.
L'article 41-2 se compose ainsi de deux paragraphes :

« 1- En particulier, l'État reconnaît que, par sa vie au foyer, la femme apporte à l'État un soutien sans lequel le bien commun ne peut être atteint. »

« 2- L'État, par conséquent, s'efforce de veiller à ce que les mères ne soient pas obligées par les nécessités économiques à travailler en négligeant les devoirs de leur foyer. »

### Projet d'amendement

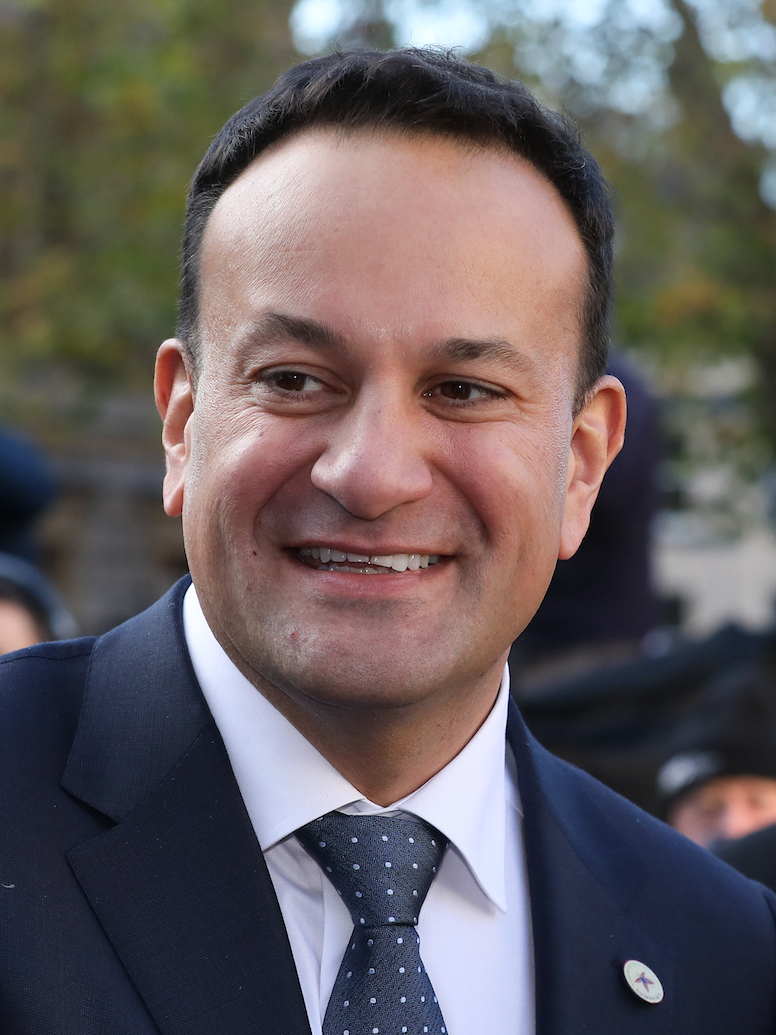
Leo Varadkar.

Lors de la Journée internationale des femmes du 8 mars 2023, le Taoiseach — équivalent de Premier ministre — Leo Varadkar annonce l'intention de son gouvernement d'organiser en novembre 2023 un référendum constitutionnel visant à renforcer l'égalité des sexes en révisant ces articles pour en retirer les passages « démodés ». Cette annonce intervient deux ans après la tenue de l'Assemblée citoyenne sur l'égalité des sexes, qui avait entre autres recommandé de remplacer leur contenu par des termes neutres, et dont l'avis avait été partagé par une commission parlementaire spéciale de l'Oireachtas dans son rapport remis au gouvernement en décembre 2022. Le Premier ministre prend fortement position pour ces changements, jugeant que « notre République est inachevée tant qu'il n'y aura pas une égalité complète entre hommes et femmes »,,.
Le projet d'amendement intervient dans le contexte plus large de nombreuses modifications de la Constitution concernant des sujets de société, révélateurs d'une transformation sociétale du pays. Réputée conservatrice et puritaine du fait de l'implantation très forte du catholicisme, la société irlandaise s'éloigne rapidement des règles de cette institution au début du XXIe siècle, en votant successivement la légalisation du mariage homosexuel en 2015, de l'avortement en mai 2018, du blasphème en octobre 2018 et du divorce en 2019,. Leo Varadkar était par ailleurs devenu en 2017 le premier chef du gouvernement irlandais à être ouvertement homosexuel, après son coming out deux ans plus tôt,.
En revanche, le gouvernement ne retient pas la recommandation de l'Assemblée citoyenne visant à inscrire l'égalité des sexes dans la Constitution. Leo Varadkar se justifie en soulignant que cette dernière contient déjà un « engagement global en faveur de l'égalité » et qu'ajouter une disposition visant à lutter contre les discriminations fondées sur le sexe sans que ne soient également explicitement présentes celles liées au handicap, à la race ou à l’origine ethnique, reviendrait à élever une catégorie particulière de discrimination au dessus des autres. Le Premier ministre fait également part de ses craintes que la campagne, jugée largement acquise au « Oui », se transforme en une « bataille toxique sur les droits des transgenres ».
Si la réécriture des articles fait consensus, des dissensions apparaissent rapidement quant aux nouveaux termes à utiliser. Les rédacteurs de l'amendement sont confronté à l'« épineuse question » de la définition à donner au mot « famille ». La crainte est alors qu'une mauvaise formulation fasse dérailler les débats de la campagne référendaire vers des thèmes liés à l'identité de genre et à la transidentité, des problématiques éloignées de leur intention première et qui seraient susceptibles de provoquer le braquage de la population et le rejet du projet. Faute d'être parvenu à s'accorder sur une formulation à temps pour tenir le scrutin en novembre, le gouvernement annonce en octobre 2023 le report du référendum, alors prévu à une date indéterminée « début 2024 ». Le 5 décembre, il est finalement fixé au 8 mars 2024, coïncidant ainsi avec la Journée internationale de la femme.

## Objet

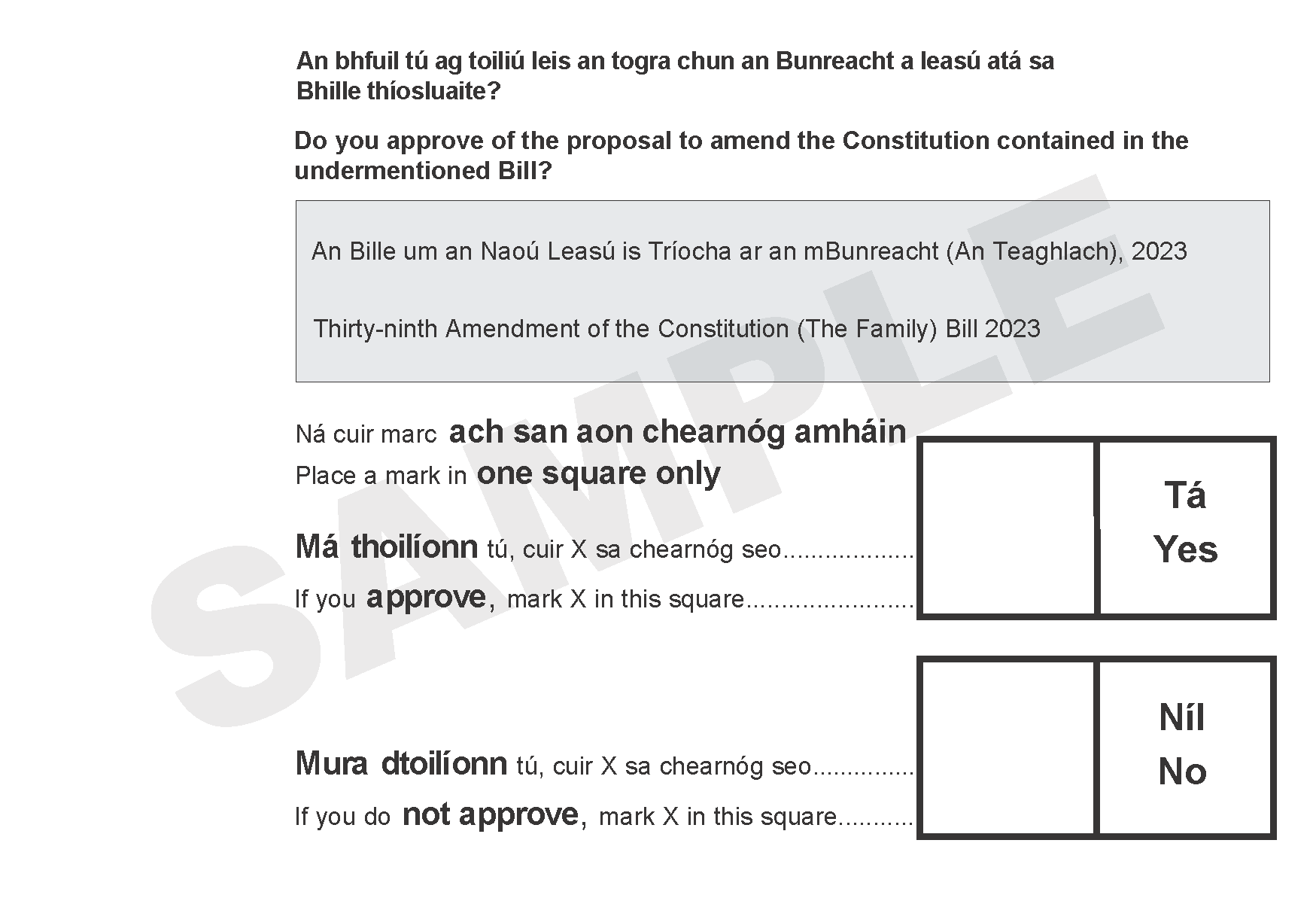
Bulletin de vote utilisé pour le.

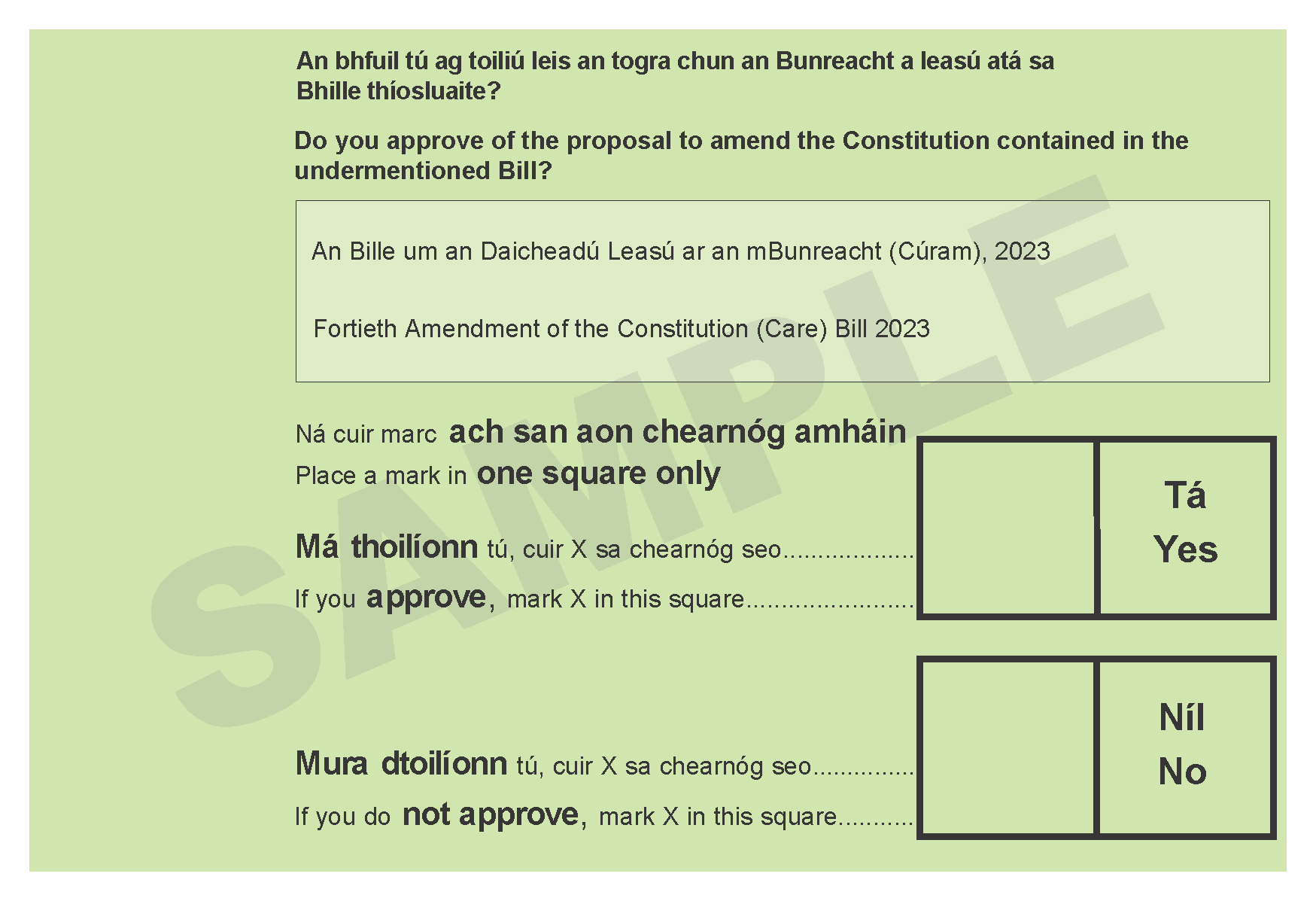
Bulletin de vote utilisé pour le.

Les textes des deux amendements sont rendus publics le 8 décembre 2023,. Tous deux sont approuvés par les deux chambres du parlement irlandais, l'Oireachtas, dans les mêmes termes : le 17 janvier 2024 au Dáil Éireann,,, et le 23 janvier au Seanad Éireann,. Toute modification de la Constitution irlandaise devant obligatoirement être approuvée par référendum en vertu de ses articles 46 et 47, les deux amendements sont ensuite soumis au vote populaire.
Le trente-neuvième amendement, surnommé « Amendement sur la famille » (The Family Amendment), propose d'insérer une phrase dans l'article 41-1-1.

« L'État reconnaît la famille, qu'elle soit fondée sur un mariage ou sur une autre forme de relation durable, comme le groupe naturel, primaire et fondamental de la Société, et comme une institution morale possédant des droits inaliénables et imprescriptibles, antérieurs et supérieurs au droit positif. »

L'amendement supprime également une partie de la phrase de l'article 41-3-1.

« L'État s'engage à prêter une attention spéciale à l'institution du mariage sur laquelle la famille est fondée et à la protéger contre toutes les attaques. »

Le quarantième amendement, surnommé « Amendement sur l'aide » (The Care Amendment), propose de remplacer les deux paragraphes de l'article 41-2 par le texte ci-dessous, qui deviendrait l'article 42B, tandis que les articles 41-3 et 41-4 deviendraient les nouveaux articles 41-2 et 41-3.

« L’État reconnaît que l’aide apportée par les membres de la famille les uns aux autres en raison des liens qui existent entre eux apporte à l’État un soutien sans lequel le bien commun ne serait pas atteint, et s’efforce de soutenir cette aide. »

## Campagne
Pour la première fois, la Commission électorale irlandaise se charge de la campagne d'information de la population quant au contenu des amendements, un rôle jusque là assumé par une Commission référendaire mise en place indépendamment à chaque référendum.
Presque tout les partis représentés au parlement appellent à voter pour les deux amendements, qu'ils fassent partie du gouvernement (Fianna Fáil, Fine Gael et Parti vert) ou de l'opposition (dont notamment le Sinn Féin, le Parti travailliste, les Sociaux-démocrates et Le Peuple avant le profit),,. Les partis d'opposition Aontú et Irlande indépendante sont les deux seuls partis avec une représentation parlementaire à prendre position contre les deux amendements, le premier critiquant notamment un acte de vertu ostentatoire « mal écrit » malgré ses « profondes conséquences »,.
La campagne référendaire est notamment marquée par une décision de la Cour suprême d'Irlande rendue le 22 janvier, dans laquelle elle donne gain de cause à un père veuf ayant déposé un recours après s'être vu refuser sa pension de réversion. Après la mort de sa compagne en 2021 à la suite d'une infection par le Covid-19 au cours de sa convalescence d'un traitement du cancer du sein, celui-ci s'était retrouvé dans l'incapacité de toucher la pension, réservée selon la loi aux couples mariés ou en partenariat civil. La Cour juge inconstitutionnelle cette disposition de la législation sur la protection sociale, alimentant le débat sur la redéfinition du concept de famille
Alors que le sujet semblait faire consensus, les amendements pâtissent d'une formulation qui peine à convaincre et suscite la critique. Les termes du trente-neuvième amendement, « la famille, qu'elle soit fondée sur un mariage ou sur une autre forme de relation durable », sont ainsi remis en cause en raison de leur caractère vague, le gouvernement n'ayant proposé aucune définition de ce que serait une « relation durable », laissant de fait aux tribunaux la tâche de décider au cas par cas en cas de litige. Tel quel, l'amendement peut ainsi être interprété de manière à autoriser la polygamie, une personne pouvant être mariée à une autre et dans une relation durable avec une troisième,.
Le quarantième amendement est quant à lui critiqué pour avoir « édulcoré » les travaux de l'Assemblée citoyenne sur l'égalité des sexes, qui préconisait d'inscrire l'« obligation » pour l’État de soutenir les composants des familles, là où l'amendement obtenu inverse cette logique en énonçant que ce sont eux qui apportent un soutien à l’État, qui lui n'est responsable que de s'efforcer de les soutenir. Bien que jugée archaïque, la formulation antérieure visée par l'amendement se voit par ailleurs accorder a minima le mérite de reconnaître la part déséquilibrée des tâches ménagères effectuées sans rémunération par les femmes.
La confusion provoquée par ces formulations est accentuée par l'échec du gouvernement à mener campagne pour expliquer et défendre les amendements. Jugée « anémique », la campagne pour le double « Oui » peine par conséquent à enthousiasmer la population, tandis que celle des opposants est menée à la fois par ceux qui se montrent critiques envers les textes et par ceux qui voient dans le scrutin l'occasion d'alimenter l'idée d'une « guerre culturelle ». Les sondages révèlent ainsi une perte de vitesse des partisans du « Oui » au profit des indécis dans les semaines précédant le scrutin, laissant planer le doute sur son issue,.
Les amendements souffrent qui plus est d'un entretien accordé par Leo Varadkar à la chaine Virgin Media One le 1er mars, une semaine avant le scrutin. Lors de cet échange, le Premier ministre affirme notamment ne pas considérer le soutien aux personnes âgées comme une responsabilité de l’État, mais de leurs familles avant tout, avec le soutien de l’État. Le passage, repris sur les réseaux sociaux, alimente l'idée que les amendements auraient pour conséquences de déresponsabiliser l’État sur ces questions, au point de forcer Leo Varadkar à clarifier sa position quatre jours plus tard dans un communiqué où il accuse ses adversaires d'avoir déformé ses propos.

## Sondages

### Amendement sur la famille
| Date               | Institut/Demandeur                | Échantillon | Pour          | Contre                             | Indécis | Abstention | Avance |       |      |      |      |      |      |
| ------------------ | --------------------------------- | ----------- | ------------- | ---------------------------------- | ------- | ---------- | ------ | ----- | ---- | ---- | ---- | ---- | ---- |
| Date               | Institut/Demandeur                | Échantillon | 1–2 Mars 2024 | Ireland Thinks/Sunday Independent, | Indécis | Abstention | Avance | 1 083 | 42 % | 23 % | 35 % | 35 % | 19 % |
| 16-21 Février 2024 | Red-C/The Business Post,          | 1 009       | 52 %          | 22 %                               | 20 %    | 5 %        | 30 %   |       |      |      |      |      |      |
| 2-6 Février 2024   | Ipsos B&A/The Irish Times         | 1 200       | 53 %          | 15 %                               | 27 %    | 5 %        | 38 %   |       |      |      |      |      |      |
| 1–2 Février 2024   | Ireland Thinks/Sunday Independent | 1 394       | 47 %          | 29 %                               | 24 %    | 24 %       | 18 %   |       |      |      |      |      |      |

### Amendement sur l'aide
| Date               | Institut/Demandeur                | Échantillon | Pour          | Contre                             | Indécis | Abstention | Avance |       |      |      |      |      |      |
| ------------------ | --------------------------------- | ----------- | ------------- | ---------------------------------- | ------- | ---------- | ------ | ----- | ---- | ---- | ---- | ---- | ---- |
| Date               | Institut/Demandeur                | Échantillon | 1–2 Mars 2024 | Ireland Thinks/Sunday Independent, | Indécis | Abstention | Avance | 1 083 | 39 % | 24 % | 36 % | 36 % | 15 % |
| 16-21 Février 2024 | Red-C/The Business Post,          | 1 009       | 56 %          | 20 %                               | 19 %    | 5 %        | 36 %   |       |      |      |      |      |      |
| 2-6 Février 2024   | Ipsos B&A/The Irish Times         | 1 200       | 60 %          | 12 %                               | 23 %    | 5 %        | 48 %   |       |      |      |      |      |      |
| 1–2 Février 2024   | Ireland Thinks/Sunday Independent | 1 394       | 49 %          | 27 %                               | 24 %    | 24 %       | 22 %   |       |      |      |      |      |      |

## Résultats

### Trente-neuvième amendement
| Choix                     | Votes     | %     |
| ------------------------- | --------- | ----- |
| Pour                      | 487 564   | 32,31 |
| Contre                    | 1 021 546 | 67,69 |
|                           |           |       |
| Votes valides             | 1 509 110 | 98,94 |
| Votes blancs et invalides | 16 105    | 1,06  |
| Total                     | 1 525 215 | 100   |
| Abstention                | 1 913 351 | 55,64 |
| Inscrits/Participation    | 3 438 566 | 44,36 |

| Votes Pour (32,31 %) |  |  | Votes Contre (67,69 %) |
| ▲                    |  |  |                        |
| Majorité absolue     |  |  |                        |

### Quarantième amendement
| Choix                     | Votes     | %     |
| ------------------------- | --------- | ----- |
| Pour                      | 393 053   | 26,07 |
| Contre                    | 1 114 620 | 73,93 |
|                           |           |       |
| Votes valides             | 1 507 673 | 98,85 |
| Votes blancs et invalides | 17 542    | 1,15  |
| Total                     | 1 525 215 | 100   |
| Abstention                | 1 913 351 | 55,64 |
| Inscrits/Participation    | 3 438 566 | 44,36 |

| Votes Pour (26,07 %) |  |  | Votes Contre (73,93 %) |
| ▲                    |  |  |                        |
| Majorité absolue     |  |  |                        |

## Analyse

Résultats du 39e amendement par circonscriptions.

Résultats du 40e amendement par circonscriptions.

Le trente-neuvième et le quarantième amendements sont rejetés par les électeurs à des majorités respectives de 67 % et 73 % des suffrages exprimés. La double victoire du « Non » est une déception pour les associations féministes et la classe politique — qui s'était presque dans son ensemble prononcée en faveur du « Oui » — ainsi qu'un échec personnel pour le Premier ministre Leo Varadkar, qui déclarait encore quelques jours avant le vote qu'un tel résultat ferait faire « un pas en arrière » au pays. Il reconnaît l'échec des référendums au lendemain des scrutins,. La participation s'établit à un peu plus de 44 % au niveau national, contre 50 % lors du référendum sur le divorce cinq ans plus tôt. Sur les trente-neuf circonscriptions du pays, seule celle de Dún Laoghaire vote en faveur du 39e amendement. Aucune ne vote en faveur du 40e amendement, qui connaît le pourcentage de votes « contre » (73,93 %) le plus élevé jamais atteint lors d'un référendum constitutionnel irlandais, devant celui obtenu lors du référendum de 2015 sur l'abaissement de l'âge d'éligibilité du président (73,06 %). Le Trente-neuvième amendement devient quant à lui le troisième plus rejeté, avec 67,69 % de votes « contre »,,.
L'échec des deux projets est attribué à leurs formulations imprécises, qui n'auraient pas convaincu la population, et à la déresponsabilisation de l’État qu'ils auraient entrainés vis-à-vis du soutien aux familles,. Pour Peadar Tóibín, dirigeant de l'Aontú — l'un des deux seuls partis opposés aux projets —, les résultats sont une victoire « du peuple contre l'establishment politique », les amendements ayant été selon lui défendus à tort comme progressistes par le gouvernement, alors qu'ils affaiblissaient le soutien dû aux plus fragiles,.

## Suites
Le 20 mars 2024, Leo Varadkar annonce sa démission du poste de Taoiseach et de celui de chef du Fine Gael. Il reste en poste jusqu'à la nomination de Simon Harris à la tête du Fine Gael après les congés de Pâques, et sa prise de fonction le 9 avril,.
L'échec du double référendum à également pour conséquence le report de celui sur la ratification de la Juridiction unifiée du brevet. L'Accord relatif à une juridiction unifiée du brevet signée en 2013 par l'ensemble des pays membre de l'Union européenne dont l'Irlande, a en effet conduit à la création effective de la Cour le 1er juin 2023, mais reste suspendu dans ce pays à un amendement de la constitution, et donc à un référendum obligatoire. Prévu le 7 juin 2024, ce dernier est cependant reporté courant avril à une date indéterminée, le gouvernement redoutant de reproduire les erreurs de communication des référendums de mars,.